# 방탄유리

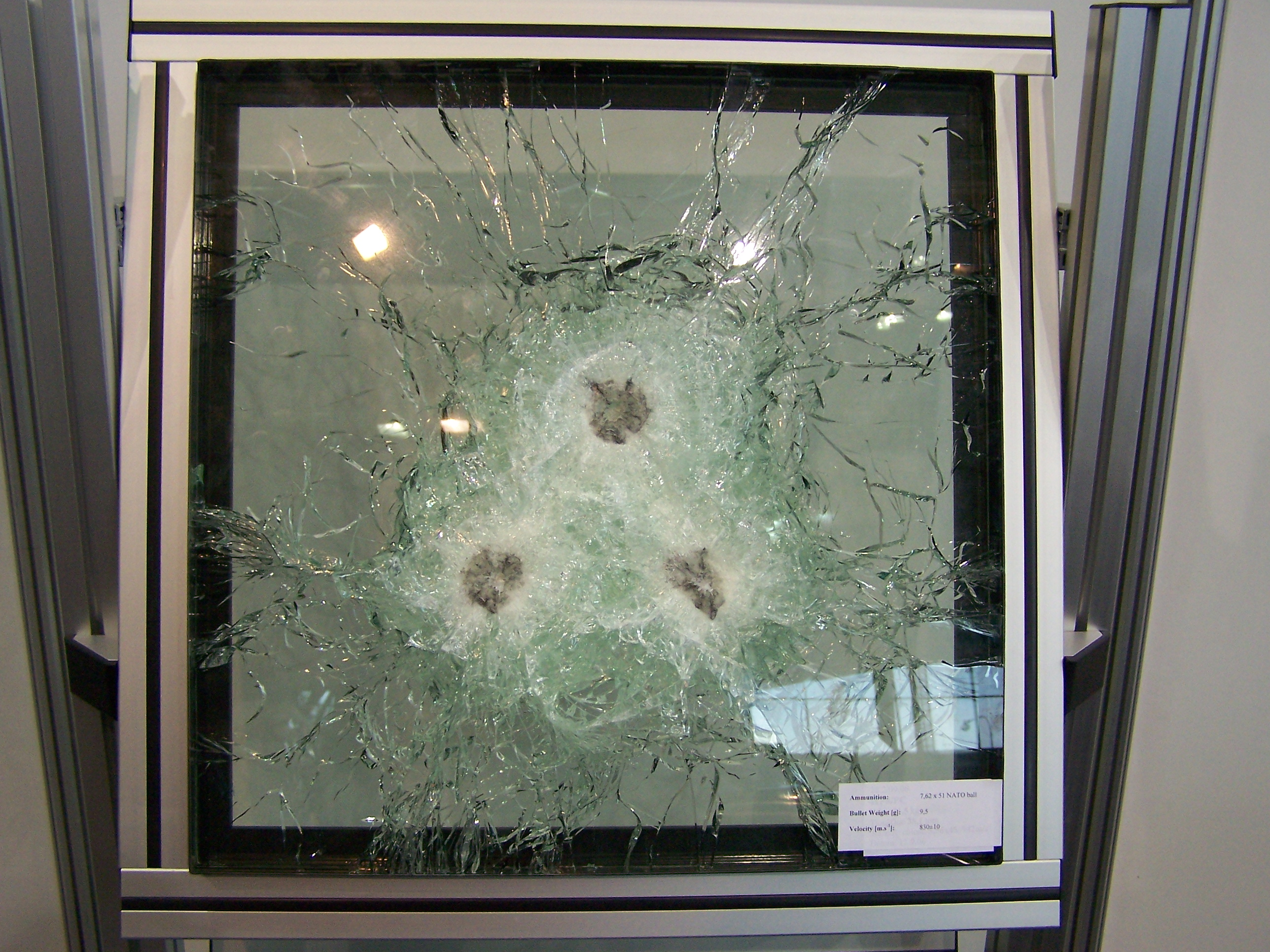
깨진 방탄유리

방탄유리(防彈琉璃)는 두 유리판 사이에 필름을 붙여 방탄효과를 내는 유리를 말한다. 방탄유리에 총을 쏘면 유리가 깨지지만 깨진 조각이 그대로 필름에 붙은채 큰 파편이 튀지 않고(가루는 튄다) 총알도 유리를 뚫지 못한다. 앞에 있는 일반유리는 쓸데없는 것이 아니고 충격을 완충시키는 역할을 하고, 가운데 있는 방탄 필름은 총알의 회전을 막아서 총알을 막는다. 따라서 유리 반대편에 있는 사람은 안전해진다. 그러나 방탄유리라고 무한정 방탄이 되는 것은 아니고 기관총으로 난사당하거나 산탄총으로, 수류탄이나 유탄을 발사하면 어김없이 깨진다. 그러나 방탄 등급 B4 이상은 수류탄 같은 소형 폭탄은 방어할 수 있다. 하지만 B4 등급 방탄유리도 한 번 수류탄 방어하지 2~3번 터지면 깨진다. 화면 밑부분에 있는 깨진 방탄유리의 경우 주중국 대한민국 대사관 쇠구슬 피격 사건이 벌어졌을 때와 거의 비슷하다.
방탄유리의 두께는 3⁄4 to 3 1⁄2 인치 (19 to 89 mm)에 이를 정도로 다양하다.

## 같이 보기
- 방탄
- 강화유리
- 안전유리